# Передня Померанія-Рюген
Передня Померанія-Рюген (нім. Vorpommern-Rügen) — район у Німеччині, у складі федеральної землі Мекленбург-Передня Померанія. Адміністративний центр — місто Штральзунд. До складу району зокрема входить територія Рюгена, найбільшого острова Німеччина.

## Населення
Населення району становить 225 383 осіб (станом на 31 грудня 2020).

## Адміністративний поділ
Район складається з п'яти самостійних міст, трьох самостійних громад, а також 97 міст і громад (нім. Gemeinden), об'єднаних у 12 об'єднань громад (нім. Ämter).
Дані про населення наведені станом на 31 грудня 2020. Зірочками (*) позначені центри об'єднань громад.
Самостійні міста і громади:
1. Бінц (5488)
2. Гріммен, місто (9369)
3. Зассніц, місто (9191)
4. Зюдергольц (4058)
5. Марлов, місто (4616)
6. Путбус, місто (4487)
7. Цингст (3154)
8. Штральзунд, місто (59205)

Об'єднання громад:
| - 1. Альтенплен (7527) 1. Альтенплен * (1000) 2. Грос-Мордорф (759) 3. Клаусдорф (692) 4. Крамергоф (1894) 5. Прец (1016) 6. Прон (2166) - 2. Барт (15034) 1. Барт (місто) * (8609) 2. Діфіц-Шпольдерсгаген (451) 3. Зааль (1411) 4. Карнін (212) 5. Кенц-Кюстров (533) 6. Лебніц (574) 7. Людерсгаген (565) 8. Прухтен (715) 9. Трінвіллерсгаген (1145) 10. Фулендорф (819) - 3. Берген-ауф-Рюген (20529) 1. Берген-ауф-Рюген (місто) * (13572) 2. Бушфіц (253) 3. Гарц/Рюген (місто) (2215) 4. Густов (584) 5. Зелен (877) 6. Літцов (257) 7. Пархтіц (769) 8. Патциг (452) 9. Позеріц (986) 10. Ральсвік (252) 11. Раппін (312) - 4. Дарс/Фішланд (6672) 1. Аренсгоп (651) 2. Борн-ауф-дем-Дарс * (1169) 3. Вік-ауф-дем-Дарс (719) 4. Вустров (1049) 5. Діраген (1598) 6. Преров (1486) | - 5. Францбург-Ріхтенберг (7701) 1. Вайтенгаген (208) 2. Вендіш-Баггендорф (535) 3. Глевіц (544) 4. Гремерсдорф-Бухгольц (684) 5. Міллінгаген-Ебеліц (325) 6. Папенгаген (557) 7. Ріхтенберг (місто) (1331) 8. Фельгаст (1702) 9. Францбург (місто) * (1364) 10. Шплітсдорф (451) - 6. Мільцов (7103) 1. Віттенгаген (1155) 2. Ельменгорст (716) 3. Зундгаген * (5232) - 7. Менхгут-Граніц (7430) 1. Баабе * (954) 2. Гагер (Невірний параметр metadata 13073026) 3. Герен (1315) 4. Зеллін (2653) 5. Ланкен-Граніц (454) 6. Міддельгаген (Невірний параметр metadata 13073056) 7. Тіссов (Невірний параметр metadata 13073091) 8. Цирков (685) - 8. Ніпарс (9653) 1. Вендорф (897) 2. Грос-Кордсгаген (310) 3. Куммеров (Невірний параметр metadata 13073047) 4. Люссов (809) 5. Ніпарс * (2492) 6. Ной-Бартельсгаген (Невірний параметр metadata 13073058) 7. Пантеліц (836) 8. Царрендорф (1138) 9. Штайнгаген (2687) 10. Якобсдорф (484) | - 9. Норд-Рюген (7700) 1. Альтенкірхен (901) 2. Бреге (573) 3. Вік (1061) 4. Глове (974) 5. Дранске (1149) 6. Загард * (2398) 7. Ломе (459) 8. Путгартен (185) - 10. Рекніц-Требельталь (8647) 1. Айксен (741) 2. Бад-Зюльце (місто) (1731) 3. Граммендорф (533) 4. Гранзебіт (554) 5. Гугольдсдорф (126) 6. Даєльсдорф (477) 7. Дрехов (219) 8. Деттманнсдорф (1036) 9. Ліндгольц (632) 10. Трібзес (місто) * (2598) - 11. Рібніц-Дамгартен (18400) 1. Аренсгаген-Дасков (2147) 2. Землов (693) 3. Рібніц-Дамгартен (місто) * (15269) 4. Шлеммін (291) - 12. Вест-Рюген (9419) 1. Альтефер (1275) 2. Гінгст (1227) 3. Дрешфіц (753) 4. Замтенс * (1915) 5. Інзель-Гіддензе (992) 6. Клуйс (411) 7. Ноєнкірхен (284) 8. Рамбін (944) 9. Трент (657) 10. Умманц (542) 11. Шапроде (419) |